# Victor Luis van Es
Victor Luis van Es (Amsterdam, 1989) is een Nederlandse cabaretier en stand-upcomedian.
Hij won in 2015 de Publieksprijs van het Amsterdams Studenten Cabaret Festival en haalde de finale van het prestigieuze Cameretten (2016). In 2013 speelde hij op Lowlands.
Van Es begon met optreden in Comedy Café en maakte 3 solovoorstellingen.

## Voorstellingen
- Stille strijd (regie Wimie Wilhelm)
- Plan B (regie Wimie Wilhelm)
- De lachende derde (regie Wimie Wilhelm)